# José de Posada Herrera
José Posada Herrera (Llanes, 31 de marzo de 1814-Llanes, 7 de septiembre de 1885) fue un jurista y político español, presidente del Consejo de Ministros entre 1883 y 1884 y senador por derecho propio entre 1884 y 1885.Es notable por ser el único presidente fuera del bipartito Liberal-Conservador del periodo constitucional de la Restauración borbónica en España.

## Biografía
Nació en la localidad asturiana de Llanes en el seno de una noble familia del lugar formada por Blas Alejandro de Posada Castillo y Josefa de Herrera Sánchez de Tagle.
Estudió Derecho y Economía y fue profesor de la misma en la Universidad de Oviedo en 1838. Catedrático de la Escuela especial de Administración (1843). Miembro de la Real Academia de Ciencias Morales y Políticas (1857) y de Jurisprudencia y Legislación (1864) y presidente del Ateneo de Madrid. A partir del año 1839 inicia una intensa actividad política que lo convierte en un testigo y protagonista excepcional de su agitada época. Durante el periodo comprendido entre 1839-1841 fue diputado por el Partido Progresista y a partir de 1842 ingresó en las filas del Partido Moderado, combatiendo con dureza a su antiguo compañero Salustiano Olózaga y colaboró con la caída de Espartero y de la Regencia, destacando no obstante por su independencia como parlamentario. 
Intervino en la redacción de las Constituciones de 1869 y 1876, llegando a ser elegido por unanimidad presidente del Congreso de los Diputados en 1876. Ocupó otros importantes cargos políticos como miembro del Consejo Real, presidente del Consejo de Estado (1881), embajador ante la Santa Sede en Roma (1868), ministro de Gobernación en 1858 y 1865 —en gobiernos presididos por Francisco Javier de Istúriz y Leopoldo O'Donnell— y presidente del Consejo de Ministros en 1883 —ahora perteneciendo a Izquierda Dinástica—. También fue presidente de la Real Academia de Jurisprudencia y Legislación (1864-65) y del Ateneo de Madrid (1865-68).
Cuando era ministro de la Gobernación fue denominado "el gran elector", dada la falta de escrúpulos y habilidad para que en las elecciones se mantuviera el control gubernamental del resultado, dándole la victoria.
Dentro de su obra como jurista se encuentran los cuatro volúmenes de Lecciones de Administración (1843), reeditados los tres primeros por el Instituto Nacional de Administración Pública en 1978 y el cuarto —que se creía perdido y dedicado a la beneficencia pública— por el Servicio de Publicaciones de la Universidad de Oviedo en 1995, en edición de Francisco Sosa Wagner, para quien Posada sería el padre del derecho público en España y sobre el que ha escrito dos obras: Posada Herrera, actor y testigo del siglo XIX (1995) y La construcción del Estado y del Derecho Administrativo: ideario jurídico-político de Posada Herrera (2001).